# Грюнбах (Саксония)
Грюнбах (нем. Grünbach) — община в Германии, в земле Саксония. Подчиняется земельной дирекции Кемниц. Входит в состав района Фогтланд. Население составляет 1806 человек (на 31 декабря 2010 года). Занимает площадь 27,53 км².